# Puchar Federacji (WHL)
Puchar Federacji (ros. Кубок Федерации) – przechodnie trofeum przyznawane przez Federację Hokeja Rosji za zwycięstwo w fazie play-off w rosyjskich rozgrywkach hokeja na lodzie, Mistrzostwach Wyższej Hokejowej Ligi (WHL-B). Po raz pierwszy przyznane w sezonie 2015/2016. W maju 2023 ogłoszono, że rozgrywki przestały istnieć.

## Zdobywcy
- 2015/2016: HK Tambow
- 2016/2017: HK Rostów
- 2017/2018: HK Tambow
- 2018/2019: HK Rostów
- 2019/2020: nie wyłoniony z powodu pandemii COVID-19[3]
- 2020/2021: Krasnojarskie Rysi[4]
- 2021/2022: Krasnojarskie Rysi[5]
- 2022/2023: CSK WWS Samara[6]